# Jokūbavas
Jokūbavas (deutsch: Jakobsdorf) – ist ein Dorf in Litauen, im Südosten des Rajons Kretinga, an der Landstraße KK216 (Kretinga–Gargždai) und KK217 Jokūbavas–Klaipėda, 10 km südöstlich von Kretinga, beidseitig der Landstraße nach Gargždai.
Einrichtungen des Dorfes sind die Aleksandras-Stulginskis-Hauptschule, die katholische St. Jungfrau-Maria-Kirche und eine Bibliothek. Der Ort hat 479 Einwohner (2011).

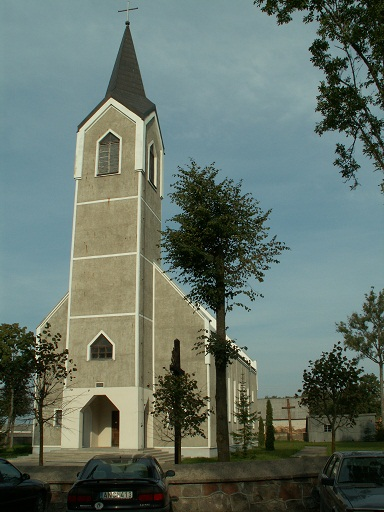
Kirche Jokūbavas (Architekt E. Giedrimas)